# Nikola Bogoridi

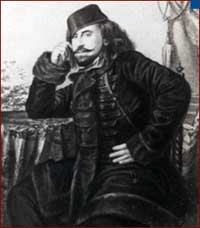

Nikola Bogoridi (bulgarisch Никола Богориди; griechisch Νικόλαος Βογορίδης; türk. Nikolaki Bey; rum. Nicolae Vogoride)  geboren als Nikolaj Stefanow Bogoridi (bulgarisch Николай Стефанов Богориди; * 1820 in Jassy, Fürstentum Moldau; † 12. April 1863 in Bukarest) war hoher osmanischer Beamter und von 1857 bis 1858 Kaymakam des Fürstentums Moldau. Diese Position lässt sich als die eines Statthalters der osmanischen Suzeränität beschreiben. Er war Phanariot, bulgarischer Herkunft, Sohn von Stefan Bogoridi, Urenkel von Sophronius von Wraza und Bruder von Aleksandar Bogoridi. Er war eng mit dem Gründer des organisierten bulgarischen Freiheitskampfes, Georgi Rakowski befreundet.

## Leben und Wirken
Nicolae Vogoride war der Sohn des bulgarischstämmigen phanariotischen osmanischen Beamten Stefan Bogoridi, welcher ebenfalls Kaymakam in der Moldau gewesen war. Als der moldauische Fürst Grigore Alexandru Ghica 1856 durch den Vertrag von Paris abgesetzt wurde, wurde Vogoride zum Finanzminister unter der neuen Regierung von Kaimakam Teodor Balş ernannt. Als Balş am 1. März 1857 starb, wurde Vogoride sein Nachfolger. Er erwies sich als äußerst konservativ und war gegen die Vereinigung Moldawiens mit der Walachei. Eine Vereinigung war das Ziel der rumänischen Liberalen und eine zentrale Forderung der Revolution von 1848. Der Wunsch nach der Zusammenlegung der beiden rumänischen Fürstentümer und das Ende der osmanischen Oberherrschaft wurde zur Regierungszeit Vogorides von ehemaligen Revolutionären artikuliert, der Kaymakam blieb jedoch stets dem Osmanischen Reich treu. Der Pariser Vertrag sah auch Wahlen zu einer Nationalversammlung vor, diese wurden jedoch von Vogoride manipuliert, um eine konservative Mehrheit sicherzustellen und eine Vereinigung Moldaus und der Walachei zu verhindern. Dies tat er mit Unterstützung der Regierungen Österreichs und des Osmanischen Reiches. Die Nationalpartei, liberale Befürworter der Vereinigung der Fürstentümer, konnten diesen Betrug durch die Veröffentlichung geheimer Korrespondenzen Vogorides mit österreichischen und osmanischen Diplomaten nachweisen. Die Regierungen Frankreichs, Russlands, Preußens und des Königreichs Sardinien, welche die Vereinigung befürworteten, protestierten gegen die Fälschungen. Es kam zu einer internationalen diplomatischen Krise um das Fürstentum Moldau. Schließlich konnte man sich auf die Wiederholung der Wahl einigen. In einer daraufhin abgehaltenen Neuwahl siegten schließlich die Befürworter der Union. Wenige Monate später wurde Vogoride seines Amtes enthoben, 1859 kam es zur Vereinigung Moldaus und der Walachei. Dies war die Voraussetzung für die Gründung des späteren rumänischen Nationalstaates.
Nicolae Vogoride starb 1863 in Bukarest.